# Benjamin Salisbury
Benjamin David Salisbury, född 19 oktober 1980 i Minneapolis, Minnesota, är en amerikansk skådespelare.
Salisbury är kanske mest känd för rollen som Brighton Sheffield i TV-serien The Nanny.

## Filmografi

### Filmer
- 1992 - Kapten Trubbel - Benjamin Harvey
- 1993 - Shimmer - Spacy som ung
- 1994 - Iron Will - scout
- 1996 - Who Stole Santa? - tennpojke (röst)
- 1996 - Christmas in Oz - tennpojke (röst)
- 1996 - Toto Lost in New York - tennpojke (röst)
- 1996 - Virtual Oz - tennpojke (röst)
- 1996 - The Nome Prince and the Magic Belt - tennpojke (röst)
- 1996 - D3 The Mighty Ducks - Josh
- 2002 - S1m0ne - produktionsassistent
- 2003 - Pledge of Allegiance - Derek
- 2006 - On the Brink - Craig

### TV-serier
- 1993-1999 - The Nanny - Brighton Sheffield, 145 avsnitt (alla utom 1)
- 1996 - The Oz Kids - tennpojke (röst)
- 1996 - Kirk - Preston Beckman IV, 1 avsnitt
- 1996 - Promised Land - Trevor Riley, 1 avsnitt
- 2005 - Numb3rs - docent, 1 avsnitt

## Utmärkelser
- 1996 - Young Artist Award, bästa framförande av en ung manlig skådespelare i TV-komediserie för The Nanny
- 1997 - Young Artist Award, bästa framförande av en ung manlig skådespelare i gästroll i dramaserie för Promised Land